# 1188
1188 (MCLXXXVIII) je bilo prestopno leto, ki se je po julijanskem koledarju začelo na petek.

## Dogodki

### Preludij v tretjo križarsko vojno
- Edino mesto jeruzalemske kraljevine, ki ga Saladinu ni uspelo zavzeti, je mesto Tir, v katerem se tare beguncev.
- Potem ko je Saladin zavzel skoraj vse utrdbe v notranjosti jeruzalemske kraljevine, se usmeri na utrdbe v Grofiji Tripolis. Ob izvidniškem ogledu mogočne utrdbe hospitalcev Krak des Chevaliersa si premisli in opusti obleganje. Premisli si tudi ob pogledu na nič manj mogočno antiohijsko utrdbo Margat.
- 27. marec - Rimsko-nemški cesar Friderik I. Barbarossa si v katedrali v Mainzu pripne križ in tako zaveže, da se bo odpravil na križarski pohod za ponovno zavzetje Jeruzalema.
- julij - Saladin izpusti propadlega jeruzalemskega kralja Gvida Lusignanskega. Gvido zahteva od Konrada Montferraškega, da mu preda oblast v Tiru, vendar ga Konrad zavrne.
- julij - Obrambo Tira okrepi še prihod flote sicilskih gusarjev pod vodstvom admirala Margarita iz Brindisija, ki zagotovi prevlado križarjev na morju.
- Akvitanski vojvoda Rihard Levjesrčni in francoski kralj Filip II. oblikujeta zavezništvo proti angleškemu kralju Henriku II.. Vsi vsak v svoji domeni povišajo davke, Rihard stre upor baronov v Akvitaniji.
- november - Filipu II. uspe zanetiti nepopravljiv spor med Henrikom in Rihardom, očetom in sinom, ko Henrik noče priznati Riharda za naslednika, Akvitanijo pa namerava predati najmlajšemu sinu Ivanu. 1189 ↔
  - Podiranje bresta (ang. Cutting of the elm) blizu Gisorsa v Normandiji. Bizarno podiranje drevesa, pod katerim so se na nikogaršnjem  ozemlju običajno odvijala pogajanja med Francozi in Angleži. Slednji so okrepili brest z železnimi palicami, vendar so ga Francozi kljub temu podrli.

### Ostali dogodki
- 22. januar - Umrlega kralja Leóna in Galicije Ferdinanda II. nasledi sin Alfonz IX.
  - Nedolgo po kronanju zbere v Leónu predstavnike vseh stanov: plemstva, cerkvenih knezov in voditelje mest.
- 11. oktober - Umrlega (francoskega) grofa Dreuxa Roberta I. nasledi sin Robert II.
- Na ukaz angleškega kralja Henrika II. je dokončana gradnja zapora Newgate.
- Lübeck postane samostojno cesarsko mesto. S tem je postavljen temelj kasnejši Hanzeatski zvezi.
  - Tudi Hamburg prevzame zakone[1] mesta Lübeck. V naslednjih dveh stoletjih lübeške zakone prevzemajo še ostala severnonemška in pribaltiška mesta, kar sčasoma oblikuje trgovsko-politično zvezo samostojnih mest Hansa.
- Bizantinsko cesarstvo: Teodor Mangaf, neki bizantinski plemič iz Filadelfije, se okliče za cesarja. 1189 ↔
- Gruzijska kraljica Tamara se po lastni izbiri poroči z osetijskim knezom Davidom Soslanom.

## Rojstva
- 4. marec - Blanka Kastiljska, francoska kraljica, regentinja († 1252)
- 24. marec - Ferdinand Flandrijski, portugalski princ, grof Flandrije († 1233)
- Albert III., habsburški grof († 1239)
- Izabela Angoulêmska, angleška kraljica, soproga Ivana Brez dežele, lusignanska baronica († 1246)
- Kejkubad I., seldžuški sultan, († 1237)
- Ulrik Ortenburški, krški škof († 1253)

## Smrti
- 22. januar - Ferdinand II. Leonski, kralj Leóna in Galicije (* 1137)
- 11. oktober - Robert I., grof Dreuxa, sin francoskega kralja Ludvika VI. (* 1123)
- 17. november - Usama ibn Munkid, arabski pesnik in kronist (* 1095)
- Uraka Portugalska, princesa, kraljica Leóna in Galicije (* 1151)
- Pons de la Guardia, španski trubadur (* 1154)